# Яксик
Яксик (хангыль: 약식) или якпап (хангыль: 약밥) — десерт корейской кухни из клейкого риса, приготовленного на пару, с добавлением китайского финика, каштанов и кедровых орешков. Блюдо подслащивается медом или тростниковым сахаром, также ароматизируется кунжутным маслом и соевым соусом, иногда добавляется корица и вяленая хурма. Традиционно яксик подается на Чонволь-дэборым (хангыль: 정월대보름), «Великое полнолуние», корейский Новый год, отмечаемый 15 января лунного календаря, а также на свадьбах и на церемонии хвангап (хангыль: 환갑), отмечающей 60-летний юбилей.

## Название
Слово «яксик» буквально означает «лекарственный рис» или «лекарственная пища». Такое название блюда обусловлено наличием в его составе мёда, который в Чосоне часто называли як, то есть «лекарство». Аналогично медовое вино из гречки называлось якчу (약주), а жаренные рисовые печенья на меду — якква (약과).
Другие варианты названия включают в себя якпан (약반), ккульбап (kkulbap 꿀밥) и мильбап (milbap хангыль: 밀반).

## История
Яксик появился во время династии Корё. Упоминания о блюде можно найти в «Хронике трех королевств», созданной в конце XIII века монахом Ирёном. Согласно легенде, Соджи, король Силлы, 15 января 488 года находился в пути, когда ворон предупредил его о готовящемся заговоре и покушении. Вернувшись во дворец, Соджи предотвратил переворот и спас свою жизнь от намеченной атаки, а день 15 января стал праздником в честь этих событий. Считалось, что в этот день нужно преподнести ворону, спасшему короля, сладкое блюдо из клейкого риса, которое стало прародителем сладости яксик. Позднее в блюдо стали добавлять каштан, орехи, китайский финик, мёд и кунжутное масло.
Яксик упоминается также в этнографическом трактате 1849 года «Тонгук сесиги» (кор. 동국세시기?, 東國歲時記?), который приписывает происхождение блюда династии Силла (57 г. до н. э. — 935 г.).

## Приготовление
Клейкий рис отваривается на пару до готовности и смешивается с мёдом, тростниковым сахаром и соевым соусом для придания коричневой окраски. Затем в смесь добавляется отваренный до мягкого состояния каштан, кедровые орешки, кунжутное масло и очищенные от семян китайские финик, после чего смесь повторно готовят на пару. Затем яксик укладывают в форму и остужают. Перед подачей остывшую массу нарезают на небольшие удобные для еды кусочки.
Различные рецепты эпохи Чосон предписывают готовить рис на пару до состояния полного размягчения риса, затем добавить остальные ингредиенты и готовить смесь на пару ещё около 7-8 часов, чтобы она превратилась в однородную массу чёрного цвета. Некоторые рецепты также предусматривают добавление вяленой хурмы в блюдо.